# Alicja Konieczek
Alicja Konieczek (ur. 2 listopada 1994 w Nowym Tomyślu) – polska lekkoatletka specjalizująca się w biegach lekkoatletycznych. Olimpijka z Tokio i Paryża.

## Kariera
Srebrna medalistka Mistrzostw Polski Seniorów w Lekkoatletyce na dystansie 3000 m z przeszkodami (2018 i 2019). Ma też w swoim dorobku złoto z Młodzieżowych Mistrzostw Polski z 2014 roku, rozegranych w Inowrocławiu. W 2019 wygrała Letnią Uniwersjadę w Neapolu.
Podczas Igrzysk w Tokio nie awansowała do finału.
Na Mistrzostwach Europy w Monachium w 2022 roku zajęła czwarte miejsce w biegu na 3000 metrów z przeszkodami..

### Życie prywatne
Siostra Anety, również lekkoatletki.